# Odontesthes retropinnis
Odontesthes retropinnis es una especie de agua dulce del género de peces Odontesthes, de la familia Atherinopsidae en el orden Atheriniformes. Habita en aguas del nordeste del Cono Sur de América del Sur, y es denominada comúnmente pejerrey. Posee una carne sabrosa, por lo que es buscado por los pescadores deportivos. 

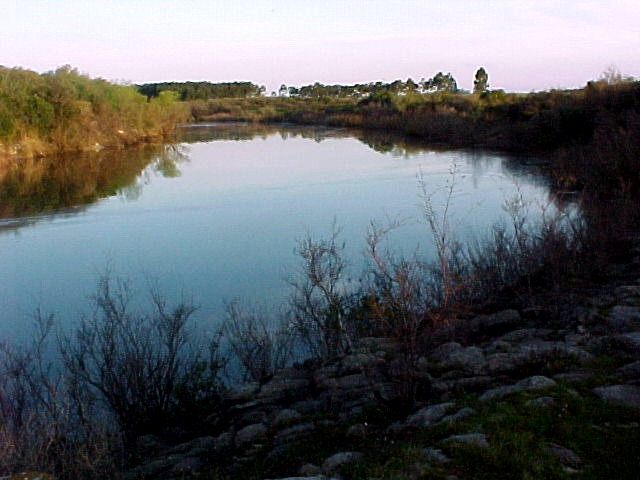
El río Yí, un tributario del río Negro, en Uruguay; ejemplo del hábitat de esta especie.

## Distribución y hábitat
Odontesthes retropinnis habita en lagunas y cursos fluviales de agua dulce de aguas templadas a templado-cálidas del sur de Brasil, Uruguay y el nordeste de la Argentina.
Se presenta en la cuenca del Plata, en los ríos Negro, Uruguay y el tramo superior del Río de la Plata. La localidad más austral es una laguna de Magdalena, en el nordeste de la provincia de Buenos Aires, Argentina. También habita en la cuenca de la laguna Merín.

## Taxonomía
Esta especie fue descrita originalmente en el año 1953 por el ictiólogo español Fernando de Buen y Lozano, bajo el nombre científico de Yaci retropinnis.
Localidad tipo
La localidad tipo es: «Embalse del río Negro, Uruguay».